# Damage from the Inside
«Daño desde el Interior» —título original en inglés: «Damage from the Inside»—  es el séptimo episodio y final de mitad de la sexta temporada de la serie de televisión posapocalíptica, horror Fear the Walking Dead, que salió al aire en el canal AMC el 22 de noviembre de 2020, el episodio fue escrito por Jacob Pinion y dirigido por Tawnia McKiernan

## Trama
Un convoy de guardabosques que escoltaba a Dakota a un lugar seguro es atacado y asesinado, dejando a Strand y una guardabosques llamada Samuels como los únicos supervivientes. Strand solicita la ayuda de Alicia y Charlie para encontrar a Dakota, a quien ubican en un antiguo pabellón de caza ocupado por un taxidermista llamado Ed, que ha aumentado el número de caminantes alrededor de su pabellón con cuernos para asustar a la gente. Alicia contacta a Virginia y se ofrece a cambiar a Dakota por su libertad, con la intención de volver a tomar el estadio, pero Ed se enoja, atrae a los caminantes y se niega a dejarlos ir.
Durante una pelea, Alicia lo empala accidentalmente en astas y se sacrifica a los caminantes que se acercan. Morgan aparece y ayuda a Alicia a eliminar a los caminantes, pero tiene la intención de cambiar a Dakota por el resto de su gente, lo que lleva a una discusión cuando Alicia se da cuenta de que Morgan atacó el convoy. Morgan acepta llevar a Dakota con ellos al lugar que está construyendo, pero Strand se niega a venir y se queda con Virginia y los Pioneros. Virginia lleva a Strand a Grace, visiblemente embarazada, y le dice que quiere que consiga a todos los que tomó de la quebrada de Humbug.

## Recepción
David S.E. Zapanta de Den of Geek! le dio una calificación negativa de 1.5 de 5 calificaciones y escribió:  "La última vez que luché para escribir una crítica para Fear the Walking Dead fue el final de la cuarta temporada", "... I Lose Myself." En ese momento escribí: 'Varios comienzos en falso y un par de miles de palabras después, me di cuenta de que no estaba escribiendo una reseña para un episodio mediocre. Más bien, estaba escribiendo un elogio para un programa que una vez amé.'"

## Calificaciones
El episodio fue visto por 1.09 millones de espectadores en los Estados Unidos en su fecha de emisión original, debajo del episodio anterior.